# Ringed Nunatak
Der Ringed Nunatak (englisch für Umringter Nunatak) ist ein kleiner und dennoch markanter Nunatak in der ostantarktischen Ross Dependency. In den Cumulus Hills des Königin-Maud-Gebirges ragt er aus dem Gletscherbruch des Gatlin-Gletschers auf.
Teilnehmer der von der Texas Tech University unternommenen Expedition zur Erkundung des Shackleton-Gletschers (1964–1965) benannten ihn. Namensgebend ist eine Moräne, die den Nunatak komplett umringt.